# Objektofili
Objektofili eller objektum-seksualitet er en form for seksualitet, hvor man er seksuelt og følelsesmæssigt tiltrukket af døde genstande såsom elektroniske genstande.
| Sex | Spire Denne artikel om sex eller sexologi er en spire som bør udbygges. Du er velkommen til at hjælpe Wikipedia ved at udvide den. |